# Okazu
Okazu (japanisch おかず; alternativ お数; 御数; お菜; 御菜) ist in der japanischen Hauskost eine allgemeine Bezeichnung für Beilagen, auch für kleine Zwischenmahlzeiten.
Der Begriff gibt verkürzt die Bedeutung „das Essen vervollkommnen/bereichern“ wieder und ist eine Schöpfung des Nyōbō-Kotoba höfischer Damen der Muromachi-Zeit.
Ein anderer Ausdruck gleicher Bedeutung ist „Sōzai“ (惣菜).